# کوردییوو
کوردییوو (به چکی: Kurdějov) یک منطقهٔ مسکونی در جمهوری چک است که در ناحیه برتسلاو واقع شده‌است. کوردییوو ۹٫۲۹ کیلومتر مربع مساحت و ۳۹۷ نفر جمعیت دارد و ۲۳۶ متر بالاتر از سطح دریا واقع شده‌است.